# Charcas (San Luis Potosí)
Charcas es una población localizada en la Zona Altiplano del estado de San Luis Potosí en México, cabecera municipal del municipio homónimo. La localidad de Charcas se ubica a 191 km al norte de la ciudad de San Luis Potosí. Se encuentra comunicada por la carretera federal 63, que va de San Luis Potosí a Matehuala, y por la vía del Ferrocarril Nacional que va a Nuevo Laredo.

## Historia
Antes de la llegada de los españoles, la región que hoy ocupa el municipio de Charcas era habitada por indígenas nómadas. En las tierras que hoy ocupa Charcas vivieron enormes animales como el mamut, que describe las condiciones de vida desarrollada en esta zona y cuyos restos fósiles continúan descubriéndose en la parte norte del municipio, donde las lagunas marginales y pantanos, seguramente servían de cementerios a estos mastodontes. En Charcas también se han encontrado fósiles de otros animales como el Astenocormus, pez similar al tiburón ballena, del que solo se han encontrado cuatro a nivel mundial, siendo el descubierto en tierras charquenses el único en todo México.
El poblado se fundó en el año de 1578 por conquistadores españoles. El nombre de  "Santa María de las Charcas" que los españoles impusieron al mineral fue en honor de la "Virgen María"  y  "Charcas"  es en referencia a la región minera que se encuentra al norte de Sucre en Bolivia. Finalmente, en el periódico oficial del estado N.º 2,257 de fecha 22 de abril de 1928 se publicó el decreto N.º 61 dictado por el Congreso del Estado, promulgado el 12 de abril de 1928 por medio del cual se confirma la categoría política de "Ciudad" para Charcas, municipio del mismo nombre.
En 1811, en su huida hacia Estados Unidos, Miguel Hidalgo llegó al poblado. Como memoria de su paso por Charcas, en la plaza principal del municipio se erige un monumento y en la casa en la que se hospedó, ubicada en la calle 16 de septiembre, se colocó una placa conmemorativa que da cuenta de la estancia del "Padre de la independencia" en el lugar.

## Demografía
Según los datos registrados en el censo de 2020, la población de Charcas es habitantes, lo que representa un crecimiento promedio de 1.1% anual en el período 2010-2020 sobre la base de los 12 748 habitantes registrados en el censo anterior. Al año 2020 la densidad poblacional era de 2874 hab/km².
| Gráfica de evolución demográfica de Charcas entre 2000 y 2020     |
|                                                                   |
| Fuente: Instituto Nacional de Estadística Geografía e Informática |

En 2020 el 47.7% de la población (6732 personas) eran hombres y el 52.3% (7385 personas) eran mujeres. El 63.9% de la población, (9016 personas), tenía edades comprendidas entre los 15 y los 64 años.
La población de Charcas está mayoritariamente alfabetizada, (2.83% de personas mayores de 15 años analfabetas, según relevamiento del año 2020), con un grado de escolaridad en torno a los 9 años. Solo el 0.44% de la población se reconoce como indígena. 

El 94% de los habitantes de Charcas profesa la religión católica.
En el año 2010 estaba clasificada como una localidad de grado bajo de vulnerabilidad social. Según el relevamiento realizado, 3668 personas de 15 años o más no habían completado la educación básica, —carencia conocida como rezago educativo—, y 2771 personas no disponían de acceso a la salud.

## Clima
| Parámetros climáticos promedio de Charcas (2,021 m s. n. m.) | Parámetros climáticos promedio de Charcas (2,021 m s. n. m.) | Parámetros climáticos promedio de Charcas (2,021 m s. n. m.) | Parámetros climáticos promedio de Charcas (2,021 m s. n. m.) | Parámetros climáticos promedio de Charcas (2,021 m s. n. m.) | Parámetros climáticos promedio de Charcas (2,021 m s. n. m.) | Parámetros climáticos promedio de Charcas (2,021 m s. n. m.) | Parámetros climáticos promedio de Charcas (2,021 m s. n. m.) | Parámetros climáticos promedio de Charcas (2,021 m s. n. m.) | Parámetros climáticos promedio de Charcas (2,021 m s. n. m.) | Parámetros climáticos promedio de Charcas (2,021 m s. n. m.) | Parámetros climáticos promedio de Charcas (2,021 m s. n. m.) | Parámetros climáticos promedio de Charcas (2,021 m s. n. m.) | Parámetros climáticos promedio de Charcas (2,021 m s. n. m.) |
| Mes                                                          | Ene.                                                         | Feb.                                                         | Mar.                                                         | Abr.                                                         | May.                                                         | Jun.                                                         | Jul.                                                         | Ago.                                                         | Sep.                                                         | Oct.                                                         | Nov.                                                         | Dic.                                                         | Anual                                                        |
| ------------------------------------------------------------ | ------------------------------------------------------------ | ------------------------------------------------------------ | ------------------------------------------------------------ | ------------------------------------------------------------ | ------------------------------------------------------------ | ------------------------------------------------------------ | ------------------------------------------------------------ | ------------------------------------------------------------ | ------------------------------------------------------------ | ------------------------------------------------------------ | ------------------------------------------------------------ | ------------------------------------------------------------ | ------------------------------------------------------------ |
| Temp. máx. media (°C)                                        | 20.3                                                         | 22.7                                                         | 26.3                                                         | 29.2                                                         | 30.6                                                         | 29.6                                                         | 27.6                                                         | 27.8                                                         | 25.8                                                         | 23.9                                                         | 22.5                                                         | 19.5                                                         | 25.5                                                         |
| Temp. media (°C)                                             | 12.6                                                         | 14.1                                                         | 17.3                                                         | 20.1                                                         | 21.8                                                         | 21.7                                                         | 20.1                                                         | 20.3                                                         | 19.0                                                         | 16.8                                                         | 14.2                                                         | 12.1                                                         | 17.5                                                         |
| Temp. mín. media (°C)                                        | 4.8                                                          | 5.6                                                          | 8.3                                                          | 10.9                                                         | 13.1                                                         | 13.8                                                         | 12.6                                                         | 12.7                                                         | 12.2                                                         | 9.6                                                          | 7.2                                                          | 4.7                                                          | 9.6                                                          |
| Precipitación total (mm)                                     | 10.5                                                         | 11.2                                                         | 13.3                                                         | 14.3                                                         | 44.9                                                         | 80.1                                                         | 69.3                                                         | 60.8                                                         | 73.5                                                         | 44.5                                                         | 9.6                                                          | 14.6                                                         | 446.6                                                        |
| Días de lluvias (≥ )                                         | 2.2                                                          | 1.7                                                          | 1.9                                                          | 2.4                                                          | 5.2                                                          | 7.7                                                          | 7.3                                                          | 6.7                                                          | 8.3                                                          | 5.7                                                          | 2.1                                                          | 2.1                                                          | 53.3                                                         |
| [cita requerida]                                             |                                                              |                                                              |                                                              |                                                              |                                                              |                                                              |                                                              |                                                              |                                                              |                                                              |                                                              |                                                              |                                                              |

## Minería

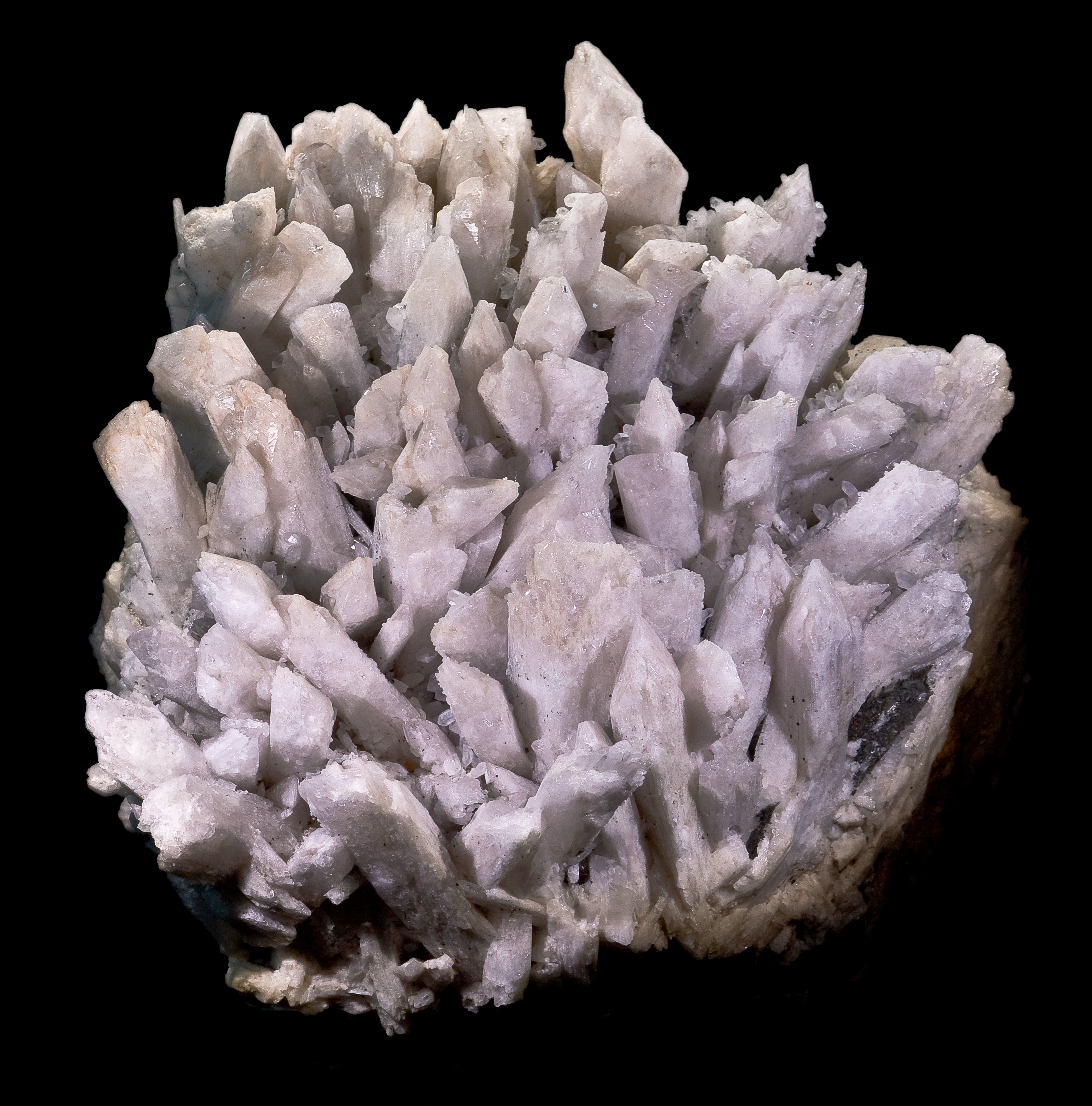
Danburita extraída de las minas de Charcas.

Charcas es un pueblo de larga tradición minera. De su mina, ubicada a unos quince minutos del centro del pueblo, se extrae zinc, plata, cobre. 
Recientemente la empresa italiana Enel Green Power inició operaciones en esta localidad de Charcas, con la entrada en operación de un complejo eólico de 100 MW, realizando una segunda etapa de este en los municipios de Santo Domingo y Charcas, conjuntamente los complejos llamados Dominica Energía Limpia generan 200 MW, de energía limpia y verde a través del viento.

## Gastronomía

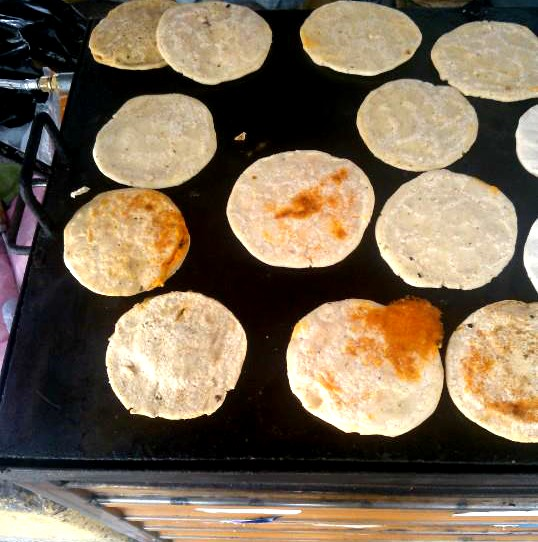
Gorditas de queso elaboradas en Charcas

Las gorditas de Charcas son una de las muestras gastronómicas más conocidas del lugar. Particularmente son populares las gorditas de queso, elaboradas con masa de maíz y queso enchilado fresco de cabra, puestas al comal y elaboradas a mano por las denominadas "gorderas".

## Turismo y festividades

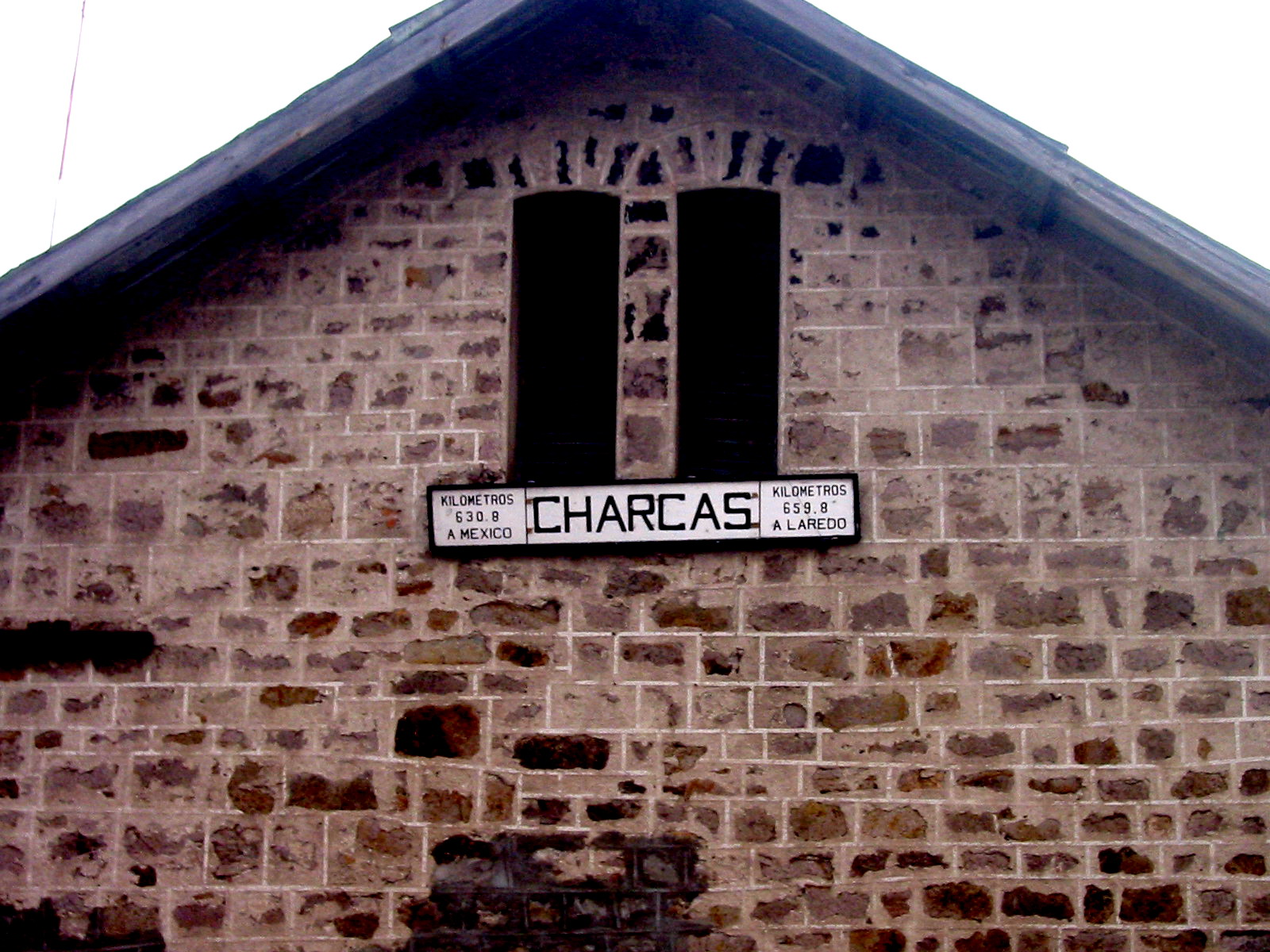
Estación de tren en la comunidad de "Los Charcos", municipio de Charcas.

El pueblo cuenta con varios monumentos arquitectónicos importantes como el templo de San Francisco de estilo barroco, la Cruz del Siglo y el Palacio Municipal, ubicado en la plaza central del pueblo.    
La Feria Regional de Charcas (FERECHA) se celebra cada año del 31 de agosto al 8 de septiembre en honor a la Virgen del Rosario de Charcas. Esta celebración combina festividades religiosas, musicales, juegos mecánicos y otras actividades culturales. Es una de las fechas de mayor afluencia de visitantes al municipio.     
Otra se las fechas importantes para la localidad es la Semana Santa que atrae a los turistas a admirar la Procesión del Silencio, una de las más populares en San Luis Potosí y en la región. El domingo de ramos se lleva a cabo el Medio Maratón Venado-Charcas, fundado por Carlos "Chato" Guerrero en 1984, que convoca a atletas nacionales a internacionales.

## Personas destacadas
- Luis González de Alba (1944-2016), escritor charquense

## Gobierno

### Presidentes municipales
| Período   | Presidente municipal                               | Partido político                                           | Notas                       |
| --------- | -------------------------------------------------- | ---------------------------------------------------------- | --------------------------- |
| 1956-1958 | José Rodríguez Álvarez y Nicolás Zupido            | PRI                                                        |                             |
| 1959-1961 | J. Encarnación Martínez Nieves y Marcelo Hernández | PRI                                                        |                             |
| 1962-1964 | Marcelo Hernández y Ponciano Zúñiga                | PRI                                                        |                             |
| 1965-1967 | Antonino Vidales Galván                            | PRI                                                        |                             |
| 1968-1970 | Pedro Cortés Salazar                               | PRI                                                        |                             |
| 1971-1973 | Fausto R. Navarro Aguilar                          | PRI                                                        |                             |
| 1974-1976 | Juan Zúñiga Duque                                  | PRI                                                        |                             |
| 1977-1979 | Hipólito Revillas Aguilar                          | PRI                                                        |                             |
| 1980-1982 | Ignacio Lugo Guerrero                              | PRI                                                        |                             |
| 1983-1985 | Armando Vigil Rodríguez                            | PRI                                                        |                             |
| 1986-1988 | Vicente Castro Valdés                              | PRI                                                        |                             |
| 1989-1991 | Victorino Carranza García                          | PRI                                                        |                             |
| 1992-1994 | Blanca Rosa Navarro González                       | PRI                                                        |                             |
| 1995-1997 | Pedro Carlos Colunga González                      | PRI                                                        |                             |
| 1997-2000 | Agustín Hernández Moreno                           | PRI                                                        |                             |
| 2000-2003 | Pedro Carlos Colunga González                      | PRI                                                        |                             |
| 2004-2006 | Humberto Quiroz Leija                              | PT PCP PC                                                  |                             |
| 2006-2009 | Rafael Silva Blanco                                | PRI Partido Alternativa Socialdemócrata y Campesina (PASC) |                             |
| 2009-2012 | Víctor Manuel Guevara Coronado                     | PAN                                                        |                             |
| 2012-2015 | Francisco Gutiérrez García                         | PRI PVEM                                                   |                             |
| 2015-2018 | Luis Armando Colunga González                      | PRI PVEM Panal                                             |                             |
| 2018-2021 | Manuel López Lara                                  | PVEM                                                       |                             |
| 2021-2024 | Marisol Nájera Alba                                | PT PVEM                                                    |                             |
| 2024-     | Marisol Nájera Alba                                | PVEM PT Morena                                             | Fue reelegida el 02/06/2024 |